# 德弗里斯海崖
德弗里斯海崖（英語：DeVries Bluff）是南極洲的海崖，位於奧次地，處於德弗里斯冰川以東的伯德冰川北岸，海拔高度1,660米，以生物學家命名，現時由南極條約體系管理。